# 海老名国分駅
海老名国分駅（えびなこくぶえき）は、神奈川県高座郡海老名町大字国分3092番（廃止時。現・海老名市国分北一丁目20番24号付近）にあった東京急行電鉄（廃止時）小田原線の廃駅。
以下、当時のことに関する記述は、特記がない限り廃止時点におけるものである。

## 地理
小田急小田原線の現在の海老名駅から、同線の約1.1km新宿寄りにある、小田急電鉄海老名変電所の辺りにあった。現地に行くと、線路の両脇の線路敷地に余裕があることがわかる。

## 駅構造
相対式ホーム2面2線の地上駅。

## 駅周辺
駅東側には、当時の名残と思われる商店が、現在でもいくつかある。
- 相模国分寺（1923年（大正12年）8月4日に重要文化財に国から指定された「銅鐘」がある。約1.1km）
- 相模国分寺跡（国分寺が火災などにより室町時代に移転する前の跡地。1921年（大正10年）3月3日に、国の史跡に指定されている。史跡指定前後から数回にわたり発掘調査がされ、現在広場として保存されている。約800m）
- 海老名村役場（現・海老名市郷土資料館「海老名市温故館」。町制施行後も、1965年（昭和40年）までこの場所が役場だった。約1.0km）
- 相模国分駅（神中鉄道（現・相模鉄道の信号場）。乗り換えには、約400m歩く必要があった。そのため、神中鉄道との乗り換えには河原口駅（現・厚木駅）を利用することになっていたようだ。ただし、1929年（昭和4年）2月までは、河原口駅と神中鉄道の厚木駅は約400m離れていて、こちらも乗り換えには不便だった。神中鉄道がここから海老名駅まで延伸した時に、信号場となった。詳しくは相模国分駅、厚木駅を参照。）
- 海老名駅（神中鉄道神中線（現・相鉄本線）。相模国分駅が信号場となった時に開業。乗り換えには、約1.1km歩く必要があった。東急小田原線と境界駅であったが、東京急行電鉄の列車はすべて通過していた。そのため、神中鉄道との乗り換えには河原口駅（現・厚木駅）を利用することになっていたようだ。詳しくは海老名駅、厚木駅を参照。）
- 上今泉停留場（相模鉄道（現・JR相模線）。1931年（昭和6年）4月29日に開業。乗り換えには、約1.0km歩く必要があった。そのため、相模鉄道との乗り換えは、河原口駅（現・厚木駅）⇔厚木駅または中新田停留場を利用することになっていたようだ。こちらの乗り換えも、距離があり、不便であった。河原口駅 - 厚木駅は約400m、河原口駅 - 中新田停留場も約400mの道のりがあった。相模鉄道相模線の国有化に伴い、中新田停留場とともに廃止されている。）
- 海老名村立尋常高等海老名小学校今泉分教場（海老名市上今泉四丁目にある常泉院の敷地内にあった。1933年（昭和8年）4月閉校。）
- 弥生神社（1909年（明治42年）3月に、いずれも海老名村の、国分の八幡社（誉田別命）、上今泉の比良神社（猿田彦命）、柏ヶ谷の第六天社（高産霊命）、聖地の大綱神社（日本武男命）の4社を合祀して創建された。駅東側に参道がある。約200m）
- 瑞雲山龍峰寺（弥生神社を通り越した先にある。1928年（昭和3年）に現在の地に移築した。それまでは、現在の海老名市立海老名中学校の場所にあった。約300m）
- 興徳山清水寺（相模国分尼寺境内にあった湧河寺の後身。明治初頭に龍峰寺の境外仏堂となり、龍峰寺がこの地に移設されてから、龍峰寺の境内となる。1925年（大正14年）4月24日に重要文化財に国から指定された木造千手観音立像で有名。約300m）
- 相模国分尼寺跡（室町時代ごろ、僧寺である国分寺と統合されたらしい。1988年（昭和63年）から数回にわたり発掘調査がされた。1997年（平成9年）4月3日に、国の史跡に指定されている。現在は、公園として保存されている。約200m。現在の座間15号踏切の東南東約50m）
- 尼の泣き水（国分寺境内にある。この場所にまつわる悲恋物語が伝わる。約800m）[1]

## 歴史
- 1927年（昭和2年）4月1日 - 小田原急行鉄道の新宿 - 小田原間の開業に伴い、開業。開業時は、当駅から新宿寄りは複線、小田原寄りは単線であった。「直通」の停車駅となる。
- 1927年（昭和2年）10月15日 - 小田原急行鉄道は全線複線となる。
- 1940年（昭和15年）12月20日 - 海老名村は町制を施行。
- 1941年（昭和16年）
  - 3月1日 - 小田原急行鉄道が鬼怒川水力電気に合併して改名した、小田急電鉄の小田原線の駅となる。
  - 11月25日 - 神中鉄道海老名駅[注 2]開業。海老名駅は神中鉄道と小田急電鉄の接続駅となるが、小田急電鉄の列車はすべて通過していたため、当駅は存続することとなった。
- 1942年（昭和17年）5月1日 - 小田急電鉄が東京横浜電鉄に合併して改名した、東京急行電鉄の小田原線の駅となる。
- 1943年（昭和18年）4月1日 - 小田原線海老名駅[注 3]の営業開始に伴い、相模鉄道（この日に神中鉄道を合併）との接続が実現することになったため廃止。

## 隣の駅
東京急行電鉄
小田原線
座間駅 - 海老名国分駅 - 海老名駅（全列車通過） - 河原口駅